# بروس كارمايكل
بروس كارمايكل هو لاعب هوكي جليد كندي، ولد في 28 مارس 1934 في وينيبيغ في كندا.

## وصلات خارجية
- بروس كارمايكل على موقع EliteProspects.com (الإنجليزية)
- بروس كارمايكل على موقع HockeyDB.com (الإنجليزية)